# توز مرجاني
تُوز مرجاني نوع من التوز موطنه جنوب إفريقيا، في أَنْغُلَة ومُزمبيق ونَمِبْيَة وجنوب إفريقية وإسواتيني وتنزنية وزائير وزِمْبَبْوَي وزَمبية. شجرته محمية في جنوب إفريقيا كبيرة القد. خشبها فاخر الصنف مرجاني اللون يعرف بالخشب المرجاني الصلب.

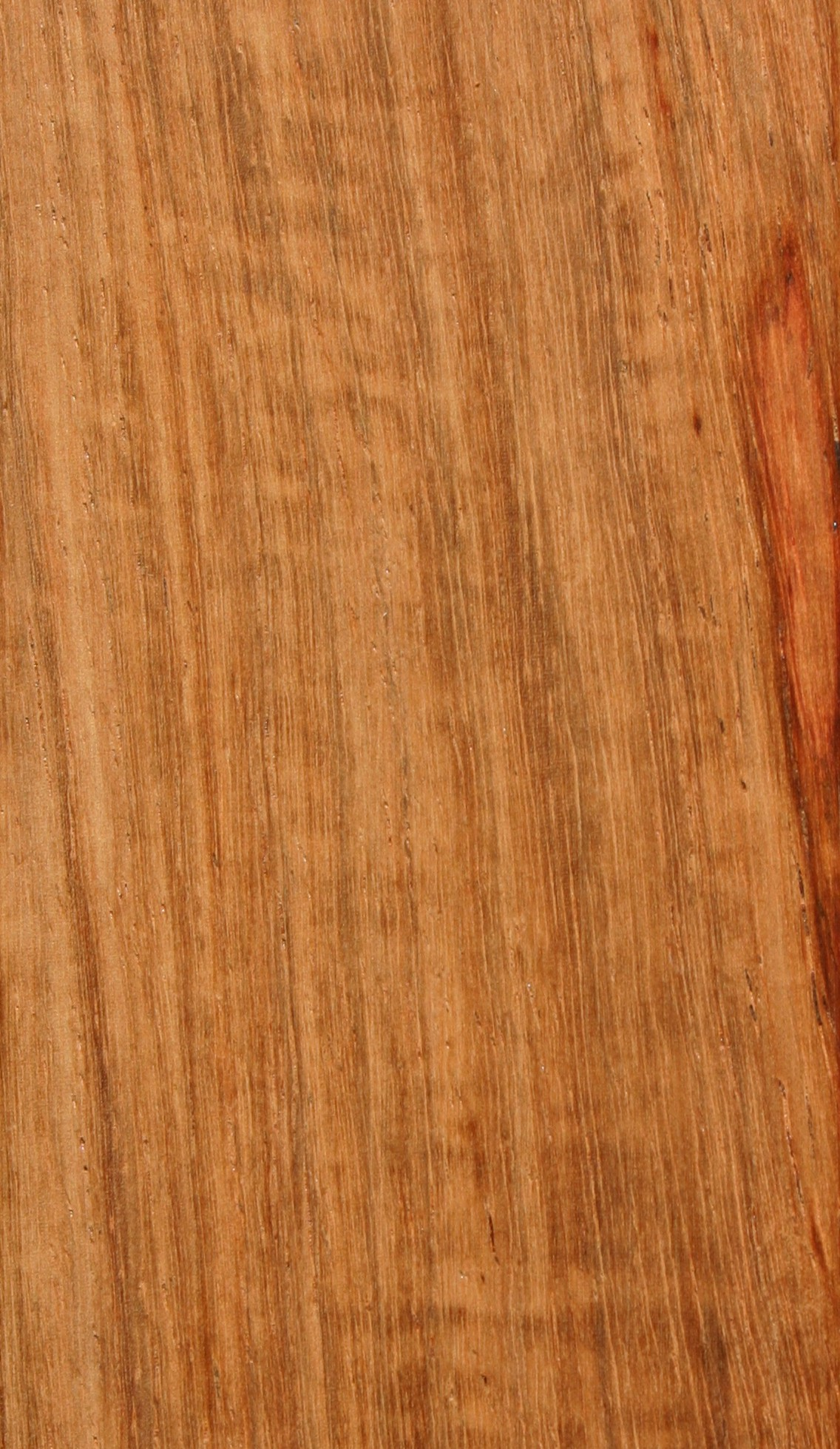
الخشب المرجاني الصلب